# Fernán González

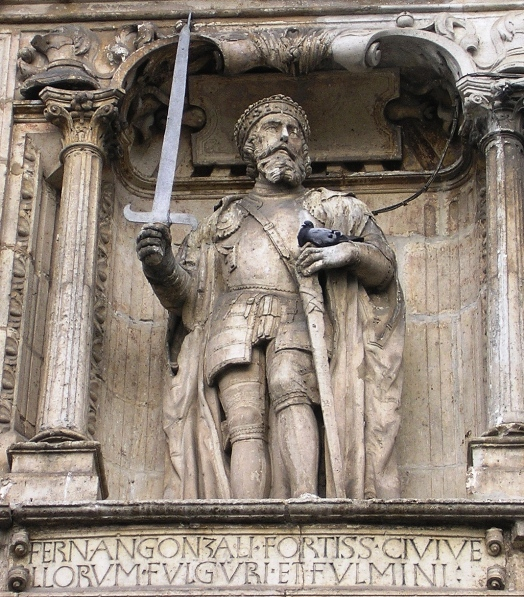
Statue von Fernán González am Arco de Santa María in Burgos

Fernán González (* um 910 in Lara de los Infantes; † Juni 970 in Burgos) war der erste vom Königreich León unabhängige Graf Kastiliens.

## Biografie

### Leben
Fernán war der Sohn von Gonzalo Fernández de Burgos, Graf von Burgos und Kastilien und seiner Gattin Muniadona. Zahlreiche Überlieferungen, die Fernán González betreffen, zeigen legendenhafte Züge; gesichert ist aber, dass er Kastilien, das in zahlreiche Grafschaften aufgeteilt war, in der Mitte des 10. Jahrhunderts unter seiner Herrschaft vereinigte. Er knüpfte Beziehungen zum östlich von Kastilien gelegenen Königreich Navarra und heiratete Sancha, die Tochter des Königs von Navarra Sancho I. Garcés. Selbständigkeitsbestrebungen gegenüber der Oberhoheit von Léon blieben zunächst erfolglos.
Nach einem gescheiterten Aufstand, gemeinsam mit dem zur Familie Beni Gómez gehörenden Grafen Diego Muñoz von Carrón und Saldaña, geriet er im Jahr 944 in Cirueña sogar kurzzeitig in Gefangenschaft. Jedoch spätestens Ende des Jahres 945 wurde er von König Ramiro II. von León wieder in seine Grafenrechte eingesetzt und Fernáns Tochter Urraca mit Ramiros Sohn, dem zukünftigen König Ordoño III. vermählt. Ordoño verstieß jedoch seine Frau, nachdem sich deren Vater Fernán mit dem navarresischen König Sancho I. verbündet hatte. Durch die Politik wechselnder Bündnisse mit den Nachbarn Léon und Navarra gelang es Fernán, eine weitgehende Unabhängigkeit der Grafschaft Kastilien vom Königreich León zu erreichen und die Grafschaft seinem Sohn García Fernández zu vererben. Mit der Hilfe Leóns gelang es ihm, die Mauren an die Duero-Grenze zurückzudrängen. Zu erwähnen ist auch seine Mitwirkung an der Wiederbesiedlung (repoblación) menschenleeren und größtenteils verödeten Gebiete zwischen dem christlichen und dem islamischen Herrschaftsbereich. So wurden um das Jahr 940 die südlich des Duero gelegene Gegend um Haza und die noch weiter südlich gelegene Stadt Sepúlveda wiederbesiedelt, jedoch einige Jahrzehnte später kurzzeitig vom muslimischen Heerführer Almansor zurückerobert.

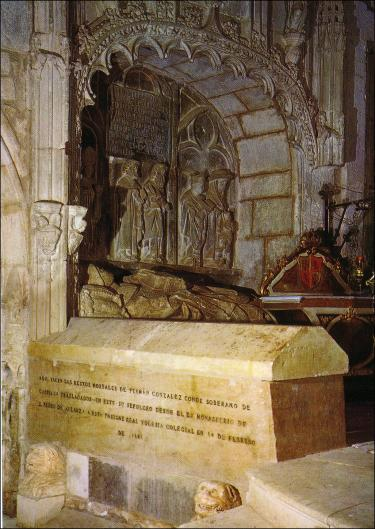
Sarkophag des Fernán González in Covarrubias

### Tod
Fernán González starb im Jahr 970 in Burgos; sein Leichnam wurde im Kloster San Pedro de Arlanza bestattet, welches im Zuge der Auflösung der Klöster (Desamortisation) im Jahr 1835 aufgelöst wurde. Sein einfacher Sarkophag befindet sich heute in der Kollegiatkirche San Cosme y San Damián von Covarrubias, der „Wiege Kastiliens“.

## Familie
Fernán heiratete 932 Sancha Sánchez (* nach 900; † 952/955), eine Tochter des navarresischen Königs Sancho I. Garcés und Witwe von König Ordoño II. von León. Sie hatten sieben Kinder
- Gonzalo Fernández (* vor 935/938; † nach 959) ⚭ (vor 959) Fronilde Gómez († 1009), Tochter des kastilischen Grafen Gómez Díaz
- Sancho Fernández (* vor 935/38; † nach 956)
- Munio Fernández (* vor 941; † nach 968), Mönch in Cadeña.
- García Fernández († 995), Graf von Kastilien  ⚭ (958/961) Ava von Ribagorza, Tochter von Raimund II., Graf von Ribagorza
- Fronilde Fernández († nach 1014) ⚭ Rodano Díaz († nach 1014), Graf in Asturias de Santillana
- Muniadomna Fernández († vor 1015)
- Urraca Fernández († nach 1007) ⚭ I (nach 944) König Ordoño III. von León (* um 926; † 956) ⚭ II (vor 958) König Ordoño IV. von León (* 926; † 962) ⚭ III König Sancho II Garcés von Navarra (* 938; † 994)

In zweiter Ehe vermählte Fernán sich vor 955 mit Urraca. Ihre Herkunft ist nicht gesichert, vermutlich war sie eine Tochter von König García I. Sánchez von Navarra. Das Paar hatte zwei Kinder.
- Toda Fernández
- Pedro Fernández

## Poema de Fernán González
In den um 1250 im Kloster San Pedro de Arlanza entstandenen Poema de Fernán González – einem Heldengedicht – werden die Taten von Fernán geschildert. Das Gedicht diente als Grundlage zahlreicher volkstümlicher Bearbeitungen des Fernán-Stoffes.